# Psalmul 151
Psalmul 151 este un psalm scurt care se găsește în majoritatea copiilor Septuagintei (LXX), dar nu și în Textul masoretic al Bibliei în evreiste. Titlul dat acestui psalm în Septuaginta indică faptul că este supranumerar, deoarece nu îi este atașat niciun număr. Psalmul este atribuit lui David. Este, de asemenea, inclus în unele manuscrise ale Peshitta. Psalmul se referă la povestea lui David și Goliat.
Biserica ortodoxă orientală, ortodoxă coptă, apostolică armeană și ortodoxă siriană acceptă Psalmul 151 ca fiind canonic. Catolicii, protestanții și majoritatea evreilor îl consideră apocrif. Cu toate acestea, se găsește în unele Biblii catolice, cum ar fi anumite ediții ale Vulgatei latine, precum și în unele traduceri ecumenice, cum ar fi Versiunea standard revizuită. Psalmul 151 este citat o dată în Forma Extraordinară a Breviarului Roman, ca responsor al seriei din cărțile Regilor, a doua din Breviarul Roman, împreună cu 1 Samuel 17:37 (greacă 1-2 Regi = trad. 1–2 Samuel; greacă 3–4 Regi = trad. 1-2 Regi) într-un text ușor diferit de cel din Vulgata. Atanasie din Alexandria menționează acest psalm ca fiind „în special Psalmul lui David” și ca fiind potrivit pentru ocaziile în care „oricât de slabi sunteți, voi sunteți aleși pentru o poziție de autoritate între frați”.

## Textul
Titlul psalmului spune că a fost scris de David după lupta sa cu Goliat. Psalmul presupune familiaritatea cu alte pasaje biblice, din care trage frazeologia:
1Eram mic între frații mei,
și cel mai mic în casa tatălui meu;
Am păstorit oile tatălui meu.
2Mâinile mele au făcut o harpă;
degetele mele au modelat o liră.
3Și cine va spune Domnului meu?
Domnul Însuși; El este cel care aude.
4El a fost Cel care a trimis pe solul Său
și m-a luat din oaia tatălui meu,
și m-a uns cu uleiul lui pentru ungere.
5Frații mei erau frumoși și înalți,
Dar Domnul nu a fost mulțumit de ei.
6Am ieșit în întâmpinarea filistenului,
și m-a blestemat prin idolii lui.
7Dar eu am scos sabia lui;
L-am tăiat capul și am înlăturat ocara poporului lui Israel.

## Descoperirea sulurilor de la Marea Moartă
Timp de mulți ani, oamenii de știință au crezut că Psalmul 151 a fost compus inițial în greacă, pe baza concepției că „nu există nicio dovadă că Psalmul 151 a existat vreodată în ebraică”. 
Cu toate acestea, Psalmul 151 apare împreună cu câțiva psalmi canonici și necanonici în sulul cunoscut sub numele de „Marele Scroll al Psalmilor” sau „11Q5”, un sul, datând din secolul I, care a fost descoperit în 1956. Ediția princeps a acestui manuscrisul a fost publicat pentru prima dată în 1963 de James A. Sanders. Acest sul conține doi psalmi scurti ebraici despre care oamenii de știință sunt de acord că au servit drept bază pentru Psalmul 151.
Un psalm ebraic cunoscut sub numele de „Psalmul 151a” oferă materialul sursă pentru versetele 1-5 din Psalmul grecesc 151, în timp ce versetele rămase sunt derivate dintr-un alt psalm ebraic, cunoscut sub numele de „Psalmul 151b”, care este păstrat doar parțial. Compozitorul psalmului grecesc a adus împreună cei doi psalmi evrei într-un mod care le schimbă semnificativ sensul și structura, dar influența originalelor ebraice este încă vizibilă. Acolo unde părți din versiunea greacă uneori par să aibă puțin sens sau sunt ambigue, textul ebraic pune în lumină mesajul sau semnificația dorită. În comparație cu textul ebraic, Sanders consideră că textul grecesc al acestui psalm este pe alocuri „deshidratat”, „fără sens”, „trunchiat”, „absurd”, „încurcat” și „dezamăgitor de diferit, Despre detaliile traducerii, structurii și semnificației acestui psalm, vezi și lucrările lui Skehan, Brownlee, Carmignac, John Strugnell, Rabinowitz, Dupont-Sommer și Flint.